# 平坦性問題
平坦性問題（へいたんせいもんだい、flatness problem）とはビッグバン宇宙論における微調整問題の一つである。宇宙のインフレーション仮説によって解決される。
膨張宇宙では、宇宙内部に含まれる物質やエネルギーによって作られる重力場によって宇宙膨張が減速を受ける傾向にある。宇宙に十分多くの質量が存在すれば、膨張は最終的に止まって宇宙は収縮に向かい、ビッグクランチと呼ばれる特異点に達する。このような宇宙の時空は正の曲率を持ち、「閉じた宇宙」と呼ばれる。それほど多くの質量がなければ、宇宙は単純に永遠に膨張を続けることになる。このような宇宙の時空は負の曲率を持ち、「開いた宇宙」と呼ばれる。両者の中間、すなわち宇宙の膨張率が0に向かって漸近するような宇宙は曲率0の時空を持ち、「平坦な宇宙」と呼ばれる。平坦な宇宙のエネルギー密度ρcを臨界密度と呼び、
{\displaystyle \rho _{c}={\frac {3H^{2}}{8\pi G}}=1.9\times 10^{-29}h^{2}}[g/cm3]
で与えられる。ここでhはハッブル定数を100[km/s/Mpc]で割った量（ハッブルパラメータ）である。観測から、現在の宇宙に於けるhの値は0.67程度なので、臨界密度ρcは約 1 × 10-29 g/cm-3 である。宇宙の実際の密度とこの臨界密度との比を密度パラメータと呼び、記号 Ω で表す。
（注：開いた空間ではビッグクランチは行われない。現宇宙が閉じた空間なのか開いた空間なのかは、現宇宙の末端が発見されていない以上、確定はできない。現宇宙が閉じた空間であることを前提として、Ω が 1.0前後ということになる。）
2005年現在の観測結果によると、Ω は 0.98 と 1.06 の間にあるとされている。言い換えれば、現在の我々の宇宙の密度は臨界密度に非常に近いか、あるいは正確に臨界密度に一致している。しかし宇宙論の基礎方程式から、もし宇宙のごく初期に Ω が 1 よりわずかに大きい値から始まったとすると、宇宙はあっという間につぶれてビッグクランチに達してしまうことが知られている。逆に Ω が1よりわずかに小さな値から始まったとすると、宇宙は非常に速く膨張してしまい、恒星や銀河が形成される時間がなかったはずである。宇宙創生から約140億年が経過している現在でもなお Ω が非常に1に近い値をとるためには、宇宙創生直後の Ω は約 1015分の1の精度で1に一致していた必要がある。
標準的なビッグバン理論では初期の宇宙のエネルギー密度はどんな値をとっていてもかまわないため、このように Ω が1に非常に近い状態から始まった必然性を説明できない。この問題は平坦性問題と呼ばれ、1960年代から1970年代にかけて、地平線問題と並ぶビッグバン理論の未解決問題とされてきた。
この問題は1980年代初めに提唱されたインフレーション宇宙の仮説によって解決される。インフレーション宇宙論では、宇宙が生まれた直後に宇宙のサイズが指数関数的に膨張する。よって、元々の宇宙が平坦でないどんな曲率を持っていたとしてもこのようなインフレーションの過程によって極端に引き伸ばされて平坦化され、宇宙の密度は自然に臨界密度にほぼ一致する値をとることになる。